# Atopomorpha singularis
Atopomorpha singularis là một loài bướm đêm trong họ Erebidae.